# Disophrys dissors
Disophrys dissors är en stekelart som beskrevs av Kokujev 1903. Disophrys dissors ingår i släktet Disophrys och familjen bracksteklar. Inga underarter finns listade i Catalogue of Life.